# III. Alfonz asztúriai király
III. (Nagy) Alfonz (Lugo, 852 – Zamora, 910. december 20.) aki valamennyi forrásmunka szerint nem León, hanem Asztúria királya volt, 866-tól 910-ig uralkodott. A Kantábriai-házból származott, I. Ordoño asztúriai király fia és utóda. Édesanyja Munia, avagy Nuña volt.

## Hódítások
Amint arra a „nagy” jelző utal, rendkívül jelentős uralkodó volt a királyság történetében. Miután az utódlásért folyó küzdelemben elnyerte a trónt, Oviedóból a római kori városba, Leónba tette át királyi székhelyét. Alfonz arra törekedett, hogy visszaállítsa a vizigót királyságot. Már uralkodása kezdetén konfliktusba keveredett az Ebro völgyének felső szakaszát uraló Banu Qasi taifával, amit szoros dinasztikus kapcsolatok fűztek a Pamplonai Királysághoz (Múszá ibn Múszá emír I. Íñigo pamplonai király öccse volt). Ezért Alfonz a Frank Birodalom szövetségét kereste. Miután frank segélycsapatok érkeztek Asztúriába, a viszály 851-ben fegyveres konfliktussá fajult. Valószínűleg Múszá volt a támadó fél, és az első albeldai csatában legyőzte az asztúriai–frank hadakat.
A muszlim naptár szerinti 237. esztendőben – tehát 851 végén vagy 852 elején — elhunyt Iñigo Arista pamplonai király. Ezután a Pamplonai Királyság mindinkább Asztúria szövetségesévé vált; Pamplona és Banu Qasi viszonya apránként megromlott. Az újabb háborúban Pamplona immár Asztúria oldalán és Banu Qasi ellen vett részt, és a keresztény csapatok a (második albeldai csatának is nevezett) Laturce-hegyi csatában döntő győzelmet arattak.
Alfonz érdeklődése ezután délnyugat felé fordult. 868-ban meghódította Észak-Portugáliát, 871-ben Coimbrát és Kasztília egy részét, továbbá biztosította fennhatóságát León felett — mindezekkel megduplázta Asztúria területét.
Később a baszk tartományok miatt ellentétbe került Pamplonával, és azt formálisan vazallusává tette. 
Elsősorban a királyság határvidékén több, mórok támogatta felkelést kellett levernie. 898-ban Grajal mellett, 904-ben Zamora mellett nagy győzelmet aratott a mórok felett, ezek hatására időnként még császárnak is neveztette magát. A mórok vereségét elsősorban az okozta, hogy a Córdobai Emirátusban a berberek lázadása belvillongásokat okozott, az emirátus meggyengült, így Alfonz hódításaival szemben nem tudtak hatékonyan fellépni. Uralkodásának végén elfoglalta Zamorát, és délről származó menekülteket telepített az országba. 
882-ben megalapította az arabok elleni harc erődjének szánt Burgost, ami a 10–11. században Ó-Kasztília fővárosa lett.

## Harc a fiaival
Nemcsak a mórokkal kellett azonban szembeszállnia. Már a 890-es évek végétől folyamatosan szembesült fiai, García, Ordoño és Fruela lázongásaival. A testvéreket nem csak a nemesség egy része támogatta, hanem édesanyjuk, Jimena (? – 912) is. Jimena az Arista-Íñiguez-házból származó García Íñiguez pamplonai király leánya és Fortun Garcés király testvére volt.
III. Alfonz végül belefáradt a sok konfliktusba fiaival. A polgárháború elkerülése érdekében engedett a feudális nemességnek, 910-ben lemondott a három fia javára, és felosztotta köztük birodalmát. Még ebben az esztendőben el is hunyt.

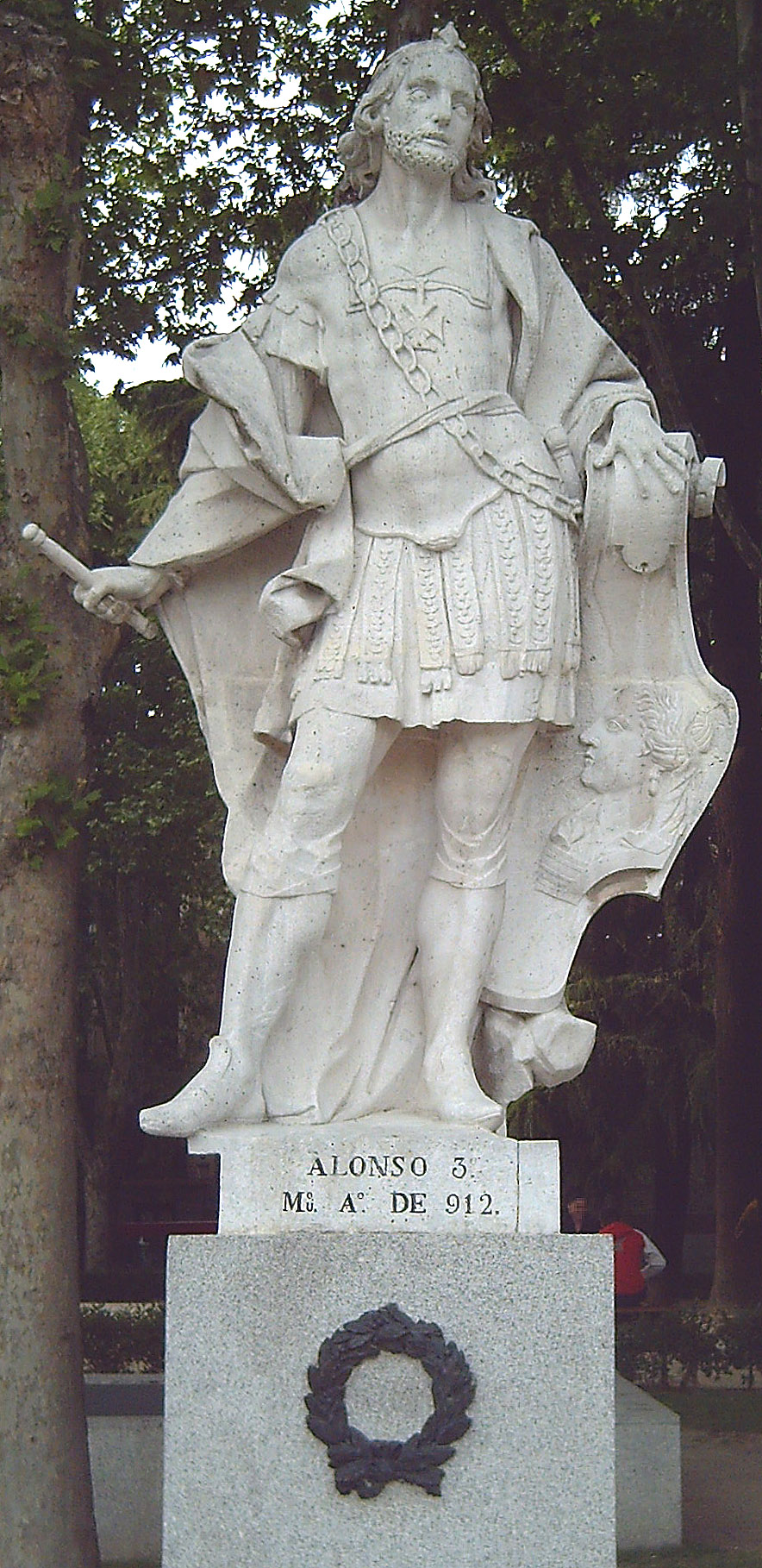
Nagy Alfonz szobra Madridban, (L. S. Carmona, 1750-53)

Fiai közül I. García leóni király, míg II. Ordoño Galícia királya, később León királya, II. Fruela Asztúria királya, később León királya lett. I. García volt az első leóni, II. Fruela pedig az utolsó asztúriai király.
Nagyon valószínű, hogy III. Alfonz király inspirációjára és felügyelete mellett írták meg III. Alfonz krónikáját, amely 672-től III. Alfonz trónra lépéséig tartalmazza a Vizigót Királyság és az asztúriai királyság történetét. A mű komoly fenntartásokkal kezelendő.